# Antiporus gilbertii
Antiporus gilbertii är en skalbaggsart som först beskrevs av Clark 1862.  Antiporus gilbertii ingår i släktet Antiporus och familjen dykare. Inga underarter finns listade i Catalogue of Life.